# غاثارو
غاتشو ( بالأوغاريتية: غْر ) أو غاشو ( بالأكادية : د غاشو-رو ، د غا-آش-رو ) كان إلهًا يُعبد في أوغاريت وإيمار وماري في سوريا الحديثة، وفي أوبيس في بابل التاريخية بالعراق. ورغم ندرته، فمن المعروف أنه في أوغاريت ارتبط بالعالم السفلي، بينما في بلاد ما بين النهرين كان يُفهم على أنه مشابه في شخصيته للوغاليرا أو إيرا.
يمكن استخدام اسمه وأسماء مرادفاته أيضًا كصفة لآلهة أخرى، بمعنى "قوي" أو "قوية". كما تشهد النصوص الأوغاريتية على وجود صيغتي المثنى والجمع، غاتاراما وغاتاروما، للإشارة إلى غاتارو نفسه بالارتباط مع آلهة أخرى، مثل إله القمر ياريك وإلهة الشمس شاباش.

## في أوغاريت
اسم الإله غاترو ( gṯr ) هو صفة أوغاريتية عادية تعني "قوي"، وهي قريبة من كلمة غاشرو الأكادية، "قوي". لا توجد أسماء قريبة أخرى معروفة من أي لغات سامية أخرى.
من المرجح أن يكون غاتارو مرتبطًا بالعالم السفلي. يزعم جريجوريو ديل أولمو ليتي أنه يجب تحديده باعتباره أحد أسلاف العائلة المالكة المتوفين، ولكن وفقًا لدينيس باردي، اعتمدت هذه الترجمة على افتراض تم دحضه منذ ذلك الحين وهو أن عبارة "gṯr w yqr " تشير إلى مؤسس أسطوري لبيت الحكم الأوغاريتي. كما تم اقتراح ارتباطات له بالحرب والنباتات أيضًا. "
في إحدى قوائم الآلهة الأوغاريتية، من المرجح أن يكون غاتارو موضوعًا بين إيشارا وأشترت، على الرغم من أن اللوح تالف ويُفترض وجوده فقط. يظهر بين نفس الإلهتين في إحدى قوائم القرابين، التي تنص على أنه تلقى كبشًا . بالإضافة إلى ذلك، تم إثبات وجود سبعة أفراد يحملون أسماء ثيوفورية تدعو إليه في النصوص المعروفة.
تساوي نسخة ثلاثية اللغات من قائمة آلهة فايدنر من أوغاريت، سوميرو - هورو - أوغاريت، بين غاتا وميلكوني الحوري بالإضافة إلى ثلاثة آلهة من بلاد ما بين النهرين : تيشباك (السطر 27)، ونينجيرسو (السطر 43)، وميساغونو (السطر 45). توجد أمثلة أخرى لنفس الآلهة الأوغاريتية والحورية المقابلة للعديد من الآلهة في بلاد ما بين النهرين في نفس النص، ويُفترض أن هذه الممارسة كانت نتيجة لكون آلهة الأوغاريتية والحورية أصغر من آلهة بلاد ما بين النهرين الموثقة في قوائم الآلهة العلمية. وقد تم التشكيك في ما إذا كانت نتائجها تعكس بدقة اللاهوت الأوغاريتي أو الحوري.

### كمصطلح ثنائي أو جمعي
كما تم إثبات وجود مصطلح يشير إلى مجموعة من الآلهة، Gaṯarāma أو Gaṯarūma. يلاحظ دينيس باردي أن النصوص المعروفة لا تبدو متسقة عندما يتعلق الأمر بعددهم: في بعض الحالات، يبدو أن المصطلح ثنائي نحويًا وبالتالي يشير فقط إلى زوج، ولكن في أماكن أخرى يكون عدد الآلهة المقصودة أكبر، حيث يعكس الترميمان الخيار الأول والثاني على التوالي. يذكر أحد النصوص التي تذكرهم أنه خلال أحد المهرجانات الأوغاريتية كان عليهم دخول القصر الملكي، حيث تلقى غاتارو نفسه لاحقًا قرابين من الفضة.
استنادًا إلى تعداد العروض الفردية في الطقوس التي تستخدم المصطلح الجمع، يزعم باردي أنه في سياقات مختلفة قد يشير المصطلح إلى ياريك ( إله القمر ) وشاباش ( إلهة الشمس)، وياريك وغاشارو (في حالة واحدة على الأقل، يشير المصطلح إلى إلهين كان كلاهما من الذكور على ما يبدو) أو كل هذه الآلهة الثلاثة في وقت واحد.

### كصفة
كلمة gṯr موثقة في لقب للإله ميلكو، 'il gṯr w yqr، "الإله القوي والمهيب". ولا يُعتبر من المعقول أنها تشير إلى Gaṯaru في هذا السياق.
في نص واحد، KTU 2 1.108، وُصفت إلهة الحرب عنات أيضًا باسم gṯr في مقطع يسرد ألقابها المختلفة. تشير عائشة رحموني إلى أن صيغة gṯr هي على الأرجح خطأ في النسخ، ووفقًا للجنس النحوي في الأوغاريتية تقترح تصحيح gṯr إلى صيغتها المؤنثة gṯrt .  قد يكون البديل هو افتراض أن الكلمة تُعامل كاسم مجرد، "قوة"، بدلاً من كونها صفة في هذه الحالة، وهو الحل الذي فضله دينيس باردي، ولكن لا توجد شهادات أخرى تدعم مثل هذه الترجمة معروفة حاليًا.

## في الداخل السوري
خارج أوغاريت، وثق وجود غاتشورو أيضًا في إيمار، حيث حدثت تهجئة لأسمن بالخط المسماري الأكاديّ المقطعي على النحو التالي: d ga-aš-ru. لا توجد إشارات معروفة إلى معبد أو رجال دين مخصصين له، ولكنه يظهر كعنصر في الأسماء الثيوفورية. وفقًا لبول آلان بوليو، فقد كان يُعبد أيضًا في ماري، حيث وثق باسم ثيوفوري واحد، غاشوروم غاميل ( d ga-aš-rum-ga-mil ). ومع ذلك، وفقًا لبيوتر ستينكلر، على عكس النصوص الأوغاريتية، لا تقدم المصادر من إيمار وماري دليلاً مباشرًا لصالح تفسيره كإله مرتبط بالعالم السفلي.

## في بلاد ما بين النهرين
هناك أدلة على أنه في بلاد ما بين النهرين كان هناك إله مماثل لإله غاشارو الأوغاريتي، غاشرو ( d gaš-ru ) كان يُفهم على أنه مماثل للوغاليرا أو إيرا. وتستند المعادلة على المعنى المماثل لاسم لوغاليرا: حيث يُعامل عنصر إير على أنه الترجمة السومرية لكلمة غاشرو في النصوص المعجمية. ومع ذلك، فإن الإله الأكادي الذي تُرجم اسمه مباشرة إلى اللغة السومرية باسم "لوجاليرا" لم يكن غاشرو، بل كان بيل غاشر (المكتوب أيضًا بالرومانية باسم بيل غاشر)، الإله الوصي على شادوبوم، المعروف على سبيل المثال من أسطوانة مخصصة له طوال حياة إيبيك أداد الثاني ملك إشنونة.
يشير نصان بابليانيان جديدان إلى معبد ( É ) لـ d gaš-ru إلى أن Gašru كان يُعبد في Opis. ربما جاءا من أرشيف Eanna من Uruk، لكن هذا الافتراض حول أصلهما لا يزال غير مؤكد.

### كصفة
كما تم إثبات مصطلح غاشرو وما شابهه كعنصر من ألقاب الآلهة المختلفة. تشمل الأمثلة إله الطقس أداد ،  وإله الراعي دوموزي ( غاشرو ماسي لا شانان ، "الزعيم القوي الذي لا مثيل له")، وإلهة الحرب والحب عشتار ( ليت إيلي غاشرتوم ، "الأقوى بين الآلهة، القوية").